# Слакбаш (Благоварский район)
Слакбаш (баш. Ыҫлаҡбаш) — деревня в Благоварском районе Республики Башкортостан Российской Федерации. Входит в состав Ямакаевского сельсовета. 

## География

### Географическое положение
Расстояние до:
- районного центра (Языково): 17 км,
- центра сельсовета (Ямакай): 5 км,
- ближайшей ж/д станции (Благовар): 23 км.

## Население
| 2002 | 2009 | 2010 |
| ---- | ---- | ---- |
| 34   | ↘32  | ↗42  |

### Национальный состав
Согласно переписи 2002 года, преобладающие национальности — башкиры (59 %), татары (29 %).